# Ira Schneider

Ira Schneider

Ira Schneider (* 2. März 1939 in New York City, USA; † 17. August 2022 ebenda) war ein amerikanischer Fotograf, Video-, Installations- und Medienkünstler.

## Leben
1956 begann Ira Schneider sein Studium in experimenteller Psychologie und vergleichenden Literaturwissenschaften an der Brown University New York und beendete es 1960 mit dem Bachelor of Arts. Darauf folgte bis 1961 ein Auslandssemester in München an der Ludwig-Maximilians-Universität mit einem Studium von Kunstgeschichte und Sprachwissenschaft (englische Philologie). Dieser Aufenthalt löste bei ihm die erste intensive Auseinandersetzung mit der deutsch-europäischen Kunstgeschichte sowie dem europäischen Film aus, den er reichlich im Münchner Programmkino „Studio für Filmkunst“ in der Occamstraße studieren konnte. In dieser Zeit reiste er auch in mehrere europäische Großstädte. 1961 ging Schneider wieder in die USA, um an der Universität von Wisconsin in Madison Experimental-Psychologie und Wissenschaftsphilosophie zu studieren; 1964 machte er seinen Master. 1993 zog Schneider nach Berlin. 2021 kehrte er in die USA zurück und lebte in New York.

## Video und Fotografie
Mit Fotografie begann Schneider 1952; es folgte die Arbeit an 16-mm-Filmen. Seine Video-Pionierleistung begann Mitte der 60er Jahre, als er das Nachtleben der New Yorker Undergroundszene auf Video begleitete: In einer beliebten kleinen Boutique, in der unten ein Club ist, in dem Jimi Hendrix, Janis Joplin, The Doors, The Who und viele weitere Musiker und Musikerinnen der Rockmusik auftraten. 1962 bis 1968 entstanden acht experimentelle Kurzfilme, darunter Lost in Cuddihy und The Ghost of Wittgenstein. Er ging 1969 zum Woodstock-Festival und experimentierte mit der Videokamera; er nahm nicht die Musiker auf, sondern beobachtete das Geschehen um Woodstock herum im Publikum, so entstand das Video Woodstock. Mit seinem Partner Frank Gillette realisierte Ira Schneider 1969 die Installation Wipe Cycle, die gemeinsam mit Arbeiten von Nam June Paik in der ersten Gruppenausstellung für Videokunst in New York gezeigt wurde.
1970 gründete er die Zeitung Radical Software, für die er bis 1974 als einer der Herausgeber und Redakteure tätig war. Ebenfalls 1970 wurde er auch Mitglied der Raindance Foundation, einer medienökologisch orientierten Gruppe. 1974 war seine erste Einzelausstellung mit der Video-Installation Manhattan is an Island und eine Gruppenausstellung mit der gleichen Installation im Syracuse – Museum of Fine Arts (seit 1968 Everson Museum of Fine Arts) New York City. Des Weiteren folgte die Videoinstallation Echo von 1975, projizierte visuelle Echos der Ausstellungsbesucher. Im Jahre 1976 gab Ira Schneider (co/editor Beryl Korot) das erste Buch, das sich mit dem neuen Medium Video als Kunstform auseinandersetzte, in New York heraus, es heißt VIDEO ART An Anthology. Seine Installation Time Zones wurde erstmals im Jahr 1981 im Whitney Museum New York City und 1984 in einer Gruppenausstellung mit Marcel Duchamp, Man Ray, Paik und Monet in Brüssel gezeigt. Außerdem war sie in London, Wien, Lyon und Mannheim zu sehen.
Eines seiner wichtigsten Videos, A Weekend on the Beach with Jean-Luc Godard von 1984, zeigt die Begegnung (auf der Terrasse seines Strandhauses in Los Angeles, USA) mit Wim Wenders, Jean-Luc Godard und Heiner Müller.
Mit einem Stipendium kam er 1993 nach Berlin, wo er 1995 sein Video Datenraum Deutschland entwickelte. Er begleitete das Berliner Nachtleben mit seiner Videokamera und der Fotokamera, 1999 filmte er das Video Schneider heiratet seine SONYA, eine Vereinigung mit seinem TV-Leben, dessen 50-jähriges Jubiläum er 1998 feierte.
Immer wieder gibt es Ausstellungen mit seinen Fotografien, in Berlin entwickelte er seine fotografische Serie Baulin, eine Fotoserie von Fußwegen und Renovierungsarbeiten an Häusern im Berliner Stadtteil Prenzlauer Berg, auch RGB entstand in dieser Serie.

## Auszeichnungen
- Hannah-Höch-Preis[7] für Video Kunst 2006

## Ausstellungen
- 2014: Herr Ira Schneider kocht – Videoinstallation und Internationale Küche. ZAGREUS Projekt KochKunstGalerie, Berlin[8]
- 2006: Neuer Berliner Kunstverein, Berlin
- 2005: Art Center, Berlin
- 2004: Zuviel TV, Joselite Centrum, Berlin
- 2003: Linc Art Gallery, San Francisco
- 2002: Zentrum für Kunst und Medientechnologie Karlsruhe
- 2001: Studio 63, Berlin
- 2000: National Galerie, Prag, Art Akademie Budapest, HDK Berlin
- 1998: Humboldt-Universität zu Berlin
- 1998: Neuer Berliner Kunstverein, Berlin
- 1997: Institut Galerie & Kaufladen, Berlin
- 1997: Anthology Film Archive, N.Y.C.
- 1996: Shift e.V., Berlin
- 1994: Akademie der Kunst, Saarbrücken
- 1993: Kunstakademie Düsseldorf
- 1992: Konrad Wolf Filmschule, Babelsberg
- 1992: Night Light TV, N.Y.C., cable-tv show
- 1988: Museum of Image & Sound, Sao Paulo
- 1981: Whitney Museum of American Art, N.Y.C., „Timezones, a reality simulation“
- 1980: Everson Museum, Syracuse, N.Y., „Timezones“
- 1979: Environmental Communications & Some Small Business, Venice, Ca.
- 1979: Boston Film & Video Coop
- 1978: AVZ GRAZ
- 1978: Anthology Film Archive, N.Y.C., „Echo“
- 1977: Whitney Museum of American Art, N.Y.C., „Manhattan is an Island“
- 1976: Synapse, Syracuse University, N.Y.C., „Echo“
- 1975: The Kitchen, N.Y.C., „Video 75“
- 1974: The Kitchen, N.Y.C., „Manhattan is an Island“

## Gruppenausstellungen
- 2019: Galerie Franzkowiak, Berlin, „Under the Underground“ mit Angelika Platen, Andreas Trogisch, Moritz Schleime, Miriam Vlaming, Stefanie Hillich, Christoph Löffler, Sador Weinsčlucker, Holger Biermann, Alexandre Dupeyron, Holger Kupfer, Jurgen Ostarhild, Jan Michalko, Sebastian Rosenberg, Fritz Räcke, Christin Otto, MK Kaehne, Marc Gröszer, Jens Hausmann, Patricia Escriche, Emma Grün, Hansa Wißkirchen, Ulrik Møller, Hannah Goldstein, Peter Scior, Thomas Gust, Christian Reister, Marion Pfaus (alias Rigoletti), Jan Herdlicka, Joanna Buchowska, Natalie Burgmann, Katja Strempel, Jürgen Grewe, Benjamin Kerwien, Svenja Kreh, Kat von Stenglin, André Wagner, Anna Wagner, ISMENE, Kerstin Dzewior u. a.; kuratiert von Marc Franzkowiak
- 2007: Museo Nacional Centro de Arte Reina Sofía[9] Madrid, „Manhattan is an Island“, mit Nam June Paik, Takahiko Iimura, Joan Logue, Wolf Vostell und anderen
- 2007: Galerie der Künste, Berlin Strictly Berlin „007 - Targets of Opportunity“ (kuratiert von Ingeborg Fülepp und Heiko Daxl)
- 2006: Galerie Walden, Berlin, mit Emmett Williams, Willoughby Sharp, Pamella Smith, David Medalla, Ann Noel, Reinhart Buettner
- 2006: Galerie der Künste, Berlin, Strictly Berlin „2000–2006“ (kuratiert von Ingeborg Fülepp und Heiko Daxl)
- 2005: ZuvielTV, Art Salon Berlin; Kunstfilm Biennale premiere, Köln; Zamek, Poznań
- 2004: Nikolaj Gallery, Kopenhagen, Max’s Kansas City Club Show
- 2003: Kunstpunkt Berlin, mit Emmett Williams und Ann Noel
- 2002: Kunstpunkt Berlin
- 1999/2000: Art Forum, Berlin
- 1998: Museum of Modern Art, New York
- 1997: Art Forum, Messe Berlin, Art Club Berlin
- 1994: Whitney Museum of American Art, N.Y.C. „TV as a Creative Medium“, 25. Jubiläum der ersten New Yorker Gruppenausstellung zum Thema Videokunst in der Howard Wise Gallery von 1969, mit Nam June Paik, Frank Gillette, Paul Ryan und anderen
- 1994: America Haus, Berlin, Fulbright meetings, „Wanderungen durch die deutschen Länder“
- 1991: The Kitchen, N.Y.C. Raindance Foundation 20th. anniversary exhibition; mit Beryl Korot, Frank Gillette, Paul Ryan und Davidson Gigliotti
- 1989: Kongresshalle, Berlin, Video Sculpture, ca. 45 Installationen, „Wipe Cycle“ mit Frank Gillette
- 1989: Kölnischer Kunstverein, Video Sculpture, ca. 45 Installationen, „Wipe Cycle“ mit Frank Gillette, Nam June Paik, Kubota, Toni Oursler, Jeffrey Shaw, Campus, Levine, Schwartz, Graham, Muntades und anderen
- 1985: traveling show, Time, the fourth dimension in Art, Barbican Centre London, Museum Moderne Kunst Wien, Museum Nouvelle Lyon, Kunsthalle Mannheim,
- 1984: Palais de Beaux Art, Brussels, Time, the fourth dimension in Art, „Timezones“ (Videobänder von 24 verschiedenen Zeitzonenaufnahmen rund um den Globus, in der selbigen Zeit aufgenommen), mit Marcel Duchamp, Man Ray, Nam June Paik, Monet, D. Oppenheim, Auguste Rodin und anderen
- 1980: Winter Olympics, Lake Placid, N.Y. „Timezones“, mit Nam June Paik, Gillette und anderen
- 1975: Kennedy Center, Washington, D.C.
- 1975: Institute of Contemporary Art, Philadelphia
- 1974: Museum of Contemporary Art, Chicago
- 1970: Rose Art Museum, Waltham, Mass. „Random Interlace Content Electronics“ mit Videofreex, F. Gillette, Nam June Paik, P. Ryan und anderen
- 1969: Howard Wise Gallery, N.Y.C., TV as a Creative Medium, „Wipe Cycle“ mit F. Gillette und Arbeiten von Nam June Paik, Paik/Charlotte Moorman, Paul Ryan, Aldo Tambolini und anderen

## Videoarbeiten
- 2005: „More or Less Related Incidents in Recent History“ (A) 39min., - +
- 2005: „(A) 28″30″“ an information collage
- 2004: „2+2=4“ (D), 30 Sek.
- 2003: „The Two Woodstock Festivals of 1994“ (D), 24 Min.
- 2002: „Bob Rutman, Artist, Musician, instrument maker“ (D), 60 Min.
- 2001: „TV as a Creative Medium“ (D) from 1969,11 Min., s/w, „Vision & Television“ (D) from 1970, 35 Min. s/w. „Brazil, the Sleeping Giant“ (A/D) 58 Min.
- 2000: „How Bill Viola Does It“ (A), 2 Min.
- 1999: „Schneider heiratet seine SONYa“ (A), 3 Min.; „Schneider Marries his SONYa“, 3 Min.
- 1998: „Nam June Paik is eating Sushi in South Beach“ (Miami, Florida), (A), 1 Min.
- 1997: „The Frantic Pedantic Semantic Antic“ (A), sound & color added to original 1965 silent film, 8 Min.
- 1996: „Mr. Fluxus“, Memorial to George Maciunas, May 1, 1996, Wiesbaden w. many Fluxians (D) 2 h.
- 1995: „Datenraum Deutschland“, (I) edits of 16 Bundesland tapes about past & present cultural expression, visitors walk on large (16x12m) map of Germany, 16 tapes play simultaneously
- 1994: „The 2 Woodstock Festivals of 1994“ Saugerties – Bethel, N.Y., (D), 1 h. Auswahl (mit Martin Hamlet)
- 1993: „Das Vereinigte Deutschland“, Sampler der Videos der Installation von 1995, (D), ca. 30 Min.
- 1992: „Video Skulptur“, (D) of the 1989 group video show, Kunstverein Köln, ca. 40 Installationen, 30 Min.
- 1992: „Neil Williams’s Wake“, (D) F. Stella, J. Schnabel, Viva, Ultraviolet, Taylor Mead etc. attended, 70 Min.
- 1991: „John Campbell“ great blues guitarist at Nells, 14th St. N.Y.C., (D), 2 h. (NTSC)
- 1990: „Music from the N.Y. clubs- J. Campbell at Nells“, „Mystic Chain“ at the BBQ, 4 h
- 1989: „The World Trade Center“ (A), Animation, 30 Sekunden
- 1989: „People walking through the Berlin Wall“, (A) trick, Aug. 1989, shown in Kongresshalle Berlin, 5 min. in „Wipe Cycle“, (I) by I.S. & F.Gillette, part of „Video Skulptur“ group show, Aug.27-Sept. 27, 1989, (NTSC)
- 1988: „A Day at Copacabana Beach“, (A), Rio folk culture at the beach, 12 Min.*
- 1987: „The New York City Parking Game“, (A), complicated rules & heavy penalties, happy ending, 10 Min.
- 1986: „Either a Honeymoon or a Forced March“, (A) manic trip, Paris, Italy, Yugo., Austria, Germany, 1 h
- 1985: „Bigelows Luncheonette Closes Forever“ (D), the Village loses a favorite meeting&eating spot, 26 Min.
- 1984: „TV as a Creative Medium“(D), the first group videoshow in N.Y. 1969, Howard Wise Gallery, 10 Min.
- 1984: „The 11th. Greenwich Village Halloween Parade“ (A/D), archetypal all saints day, 36 Min.
- 1984: „A Weekend at the Beach“ (A/D), w. Jean-Luc Godard, Wim Wenders, Heiner Müller u. a., 1978, Calif., 7 Min.
- 1980: „TIMEZONES“, a reality simulation, (I) 24 videos, 30 min. of each time zone, played simultaneously giving the feeling that one could see all over the world at the same time;
- 1978: „Some Scenes in Southern California“, (A), landscapes & mellow culture, 13 Min., (I) with below;*
- 1977: „Several Minutes of Several Days in the Hamptons“, N.Y. beach culture, 13 Min., (I) with above, b/w;*
- 1976: „Echo“ (A/D/I), doc. of visual (Video) echo installation, Syracuse N.Y., 12 Min.
- 1976: „More or Less Related incidents in Recent History“,(A/D) mix of 25 yrs. of news, war, culture, 41 Min*.
- 1975: „Bit, Chunks, and Pieces“, (A) prototype for video disc on American culture,b/w, 50 Min.,(I), Video 75* (NTSC)
- 1974: „Manhattan is an Island“, map (I), experience all Manhattan in one space, 6 tapes simult., b/w, 1 h.*
- 1974: „Gregory Bateson“, (D), lecture on biology & culture, Lehman College, N.Y., b/w, ca. 60 Min.
- 1973: Richard Serra, installing sculpture at the Staedlik Museum, Amsterdam, (D), b/w, ca. 5 Min.
- 1973: „The Boring Years“, (A) city & country contrasts, with Beryl Korot, b/w, 5 Min.*
- 1973: „The Fourth of July in Saugerties“, (A/D) typical American celebration, w. B.Korot, b/w, ca. 5 Min.
- 1970: „Media Primer“ (D), relationship of media to American culture, b/w, 30 Min.*
- 1970: „Steve Miller Group, The Who, Mountain, Jefferson Airplane at the Fillmore East“, b/w, jeweils ca. 30 Min. (NTSC);
- 1970: „Buckminster Fuller“ (D), rap on the history of civilization & ecology, b/w, 35 min., director/editor;
- 1969: „Abbie Hofmann“ (D), rap on the Chicago 8 trial & America, b/w, 20 min. producer & sound;
- 1969: „The Rolling Stones free Concert“ at Altamont, Ca. (D), subject of „Give Me Shelter“, s/w 3 h.
- 1969: „The Woodstock Festival“, (D) backstage, crowds, sociology, b/w, 60 Nin.
- 1969: „Wipe Cycle“, (I) with Frank Gillette, two 30 min. edited tapes, 2 video time delays, 1 live camera, mixing the audience into the art work as active participants (NTSC)
- 1969: „The Ohio Tapes“, (D/A) farmers, students, performance, America, with Frank Gillette, b/w, 9 h (NTSC). *above = „Information Collage“, style of combining audio & visual data

## Fotografische Arbeiten
(Auszüge):
- 50 Jahre – 2000 Jahre alte Skulptur mit Gummistiefel von 1959
- 60/90 Jahre – Rock’n Roll Greats[10]
- 70 Jahre – Sand
- 80 Jahre – Rush Hour I–III
- 90 Jahre – Baulin, Berlin building site, RGB
- 2000–Japan, Venice, The Tiger’s Wash, Water, Salvador Picasso